# Huperziaceae
Famille
La famille des Huperziaceae compose avec les Lycopodiaceae l'ordre des Lycopodiales. Souvent intégrés dans la famille voisine, les plantes se distinguent pourtant par leur croissance en hauteur et non horizontale.

## Genres
- Huperzia Bernh. (10-20 espèces)
- Phlegmariurus (300-400 espèces)
- Phylloglossum (en) Kunze, qui ne contient que les courants-verts pygmés (Phylloglossum drummondii).